# Banjarmasin
Banjarmasin è una città posta sulla costa sud-orientale della grande isola del Borneo, detta Kalimantan in lingua locale. È il centro principale del Borneo appartenente all'Indonesia, capoluogo della provincia di Kalimantan Meridionale e con una popolazione di circa 627.000 abitanti è anche una delle maggiori città dell'intera isola.
Nel XVII secolo fu la capitale del Sultanato di Banjar, uno stato di considerevoli dimensioni (circa 42.000 kmq) nato come regno prima di divenire un vero e proprio impero. Banjar fu poi conquistato dal potente esercito del Sultanato di Sambas.